# Brusselse gewestverkiezingen 2014/Kandidatenlijst/FDF
Dit is de kandidatenlijst van het FDF voor de Brusselse gewestverkiezingen van 2014. De verkozenen staan vetgedrukt.

## Effectieven
1. Didier Gosuin
2. Caroline Persoons
3. Bernard Clerfayt
4. Joëlle Maison
5. Michel Colson
6. Cécile Jodogne
7. Emmanuel De Bock
8. Gisèle Mandaila Malamba
9. Eric Bott
10. Béatrice Fraiteur
11. Sait Kose
12. Danielle Depré
13. Mahdi Hamza
14. Dominique Verlinden
15. Bruno Collard
16. Firyan Kaplan
17. Anne-Rosine Wilmet-Delbart
18. Eloïse Defosset
19. Grégory Rase
20. Nicolas Stassen
21. Anne Spaak-Jeanmart
22. Carlo Mendola
23. Jérôme De Mot
24. Serge de Patoul
25. Rachid Ben Salah
26. Pierre-Raphaël Collignon
27. Caroline Bosschaert de Bouwel
28. Olivier Kayomo
29. Burim Demiri
30. Quentin Deville
31. Nadine Paques
32. Martine Hélin
33. Christian Jacob
34. Annick Dhem
35. Inès Fonsny
36. Sabrina Cornu
37. Viviane Van Melkebeke
38. Ingrid Venier
39. Philippe Van Kerk
40. Cédric Neuville
41. Chantal De Bondt
42. Francis Heirbaut
43. Geneviève Simon
44. Brice Boland
45. Debora Lorenzino
46. Delphine De Valkeneer
47. Barbara d'Ursel-de Lobkowicz
48. Alan Keepen
49. Laure De Leener
50. Fabrice Oppitz
51. Isabelle Rigaux
52. Thomas Rochet
53. Carinne Lenoir
54. Caroline Vinck-Vermeire
55. Odile Margaux
56. Benoît Mouraux
57. Marie-Thérèse Tatepo Nguimdio
58. Jeannine Andries
59. Hassan Mouhssin
60. Alexandra Roos
61. Maxime Demaret
62. Anne Morisset
63. Georges Myaux
64. Houria Boujemaoui
65. Mostafa Rebgui
66. Béatrice Diependael
67. Suat Kuraoglu
68. Fabienne Kwiat-Winerlak
69. Philippe Desprez
70. Dominique Harmel
71. Fabian Maingain
72. Martine Payfa

## Opvolgers
1. Fatoumata Sidibé
2. Marc Loewenstein
3. Michaël Vossaert
4. Pascal Freson
5. Aurélie Melard
6. Dominique Buyens
7. Isabelle Gobert
8. Catherine Detroy
9. Xavier Donnez
10. Christophe Nocent
11. Arnaud Van Bogaert
12. Valérie Nzuzi Munagani
13. Eric Mergam
14. Françoise Charue
15. Georges Blau-Turner
16. Myriam Vanderzippe